# Ménesplet
 Ménesplet  (en occitano Menèsplet) es una población y comuna francesa, situada en la región de Aquitania, departamento de Dordoña, en el distrito de Périgueux y cantón de Montpon-Ménestérol.

## Demografía
| 957 | 956 | 1010 | 1211 | 1328 | 1289 |
| Para los censos de 1962 a 1999 la población legal corresponde a la población sin duplicidades (Fuente: INSEE [Consultar]) |     |      |      |      |      |